# SPCA 30
SPCA 30 là một loại máy bay ném bom hạng nhẹ của Pháp, do hãng Société Provençale de Constructions Aéronautiques (SPCA) chế tạo.

## Tính năng kỹ chiến thuật
Dữ liệu lấy từ 
Đặc tính tổng quan
- Kíp lái: 4
- Chiều cao: 5,3 m (17 ft 5 in)
- Diện tích cánh: 100 m2 (1.100 foot vuông)
- Trọng lượng rỗng: 1.750 kg (3.858 lb)
- Trọng lượng có tải: 7.200 kg (15.873 lb)
- Động cơ: 2 × Lorraine-Dietrich 18 Kd , 480 kW (650 hp)  mỗi chiếc

Hiệu suất bay
- Vận tốc cực đại: 255 km/h (158 mph; 138 kn)
- Tầm bay: 650 km (404 mi; 351 nmi)
- Trần bay: 7.500 m (24.606 ft)
- Thời gian lên độ cao: 2,000 m (7 ft) trong 6 phút